# Dak Wichangoen
Dak Laddaporn Wichangoen (født  13. september 1986) er en dansk kok og tidligere køkkenchef på Michelin-restauranten Kiin Kiin, som ligger på Nørrebro i København. Dak er uddannet på Brødrene Koch i Århus. 
Hun deltog i 2017 i sæson 14 af Vild med dans, hvor hun dansede med den professionelle danser Thomas Evers Poulsen. Parret røg ud i kvartfinalen og havnede på en 4. plads.
Dak har været gæstedommer i Masterchef  flere gange og er i sæson 7 en del af det faste dommerteam sammen med Jesper Koch, Thomas Castberg og Jakob Mielcke. Dak har også været dommer i Maddysten.[kilde mangler]

## Opvækst
Wichangoen er født i Thailand, hvor hun boede indtil hun var 7 år. Derefter er hun opvokset i byen Djeld ved Vinderup, hvor hun boede sammen med sin lillebror, mor og stedfar.

## Privatliv
Dak har fået sit første barn i april 2021 sammen med sin kæreste Anders Jensen, der er administrerende direktør på Mads Vads danseskole "VM dans i Aarhus".
Wichangoen blev forlovet med sin kæreste den 29. december 2022.